# ستانلي جي. كوهن
ستانلي جي. كوهن (1902)(بالإنجليزية: Stanley G. Cohen)‏ هو معلم موسيقى أمريكي.